# Andrena glidia
Andrena glidia är en biart som beskrevs av Warncke 1965. Andrena glidia ingår i släktet sandbin, och familjen grävbin. Inga underarter finns listade i Catalogue of Life.